# Zalacséb
Zalacséb là một thị trấn thuộc hạt Zala, Hungary. Thị trấn này có diện tích 9,63 km², dân số năm 2010 là 548 người, mật độ 57 người/km².